# Knöldubbelfotingar
Knöldubbelfotingar (Craspedosomatidae) är en familj av mångfotingar. Knöldubbelfotingar ingår i ordningen vinterdubbelfotingar, klassen dubbelfotingar, fylumet leddjur och riket djur. Enligt Catalogue of Life omfattar familjen Craspedosomatidae 241 arter. 

## Bildgalleri

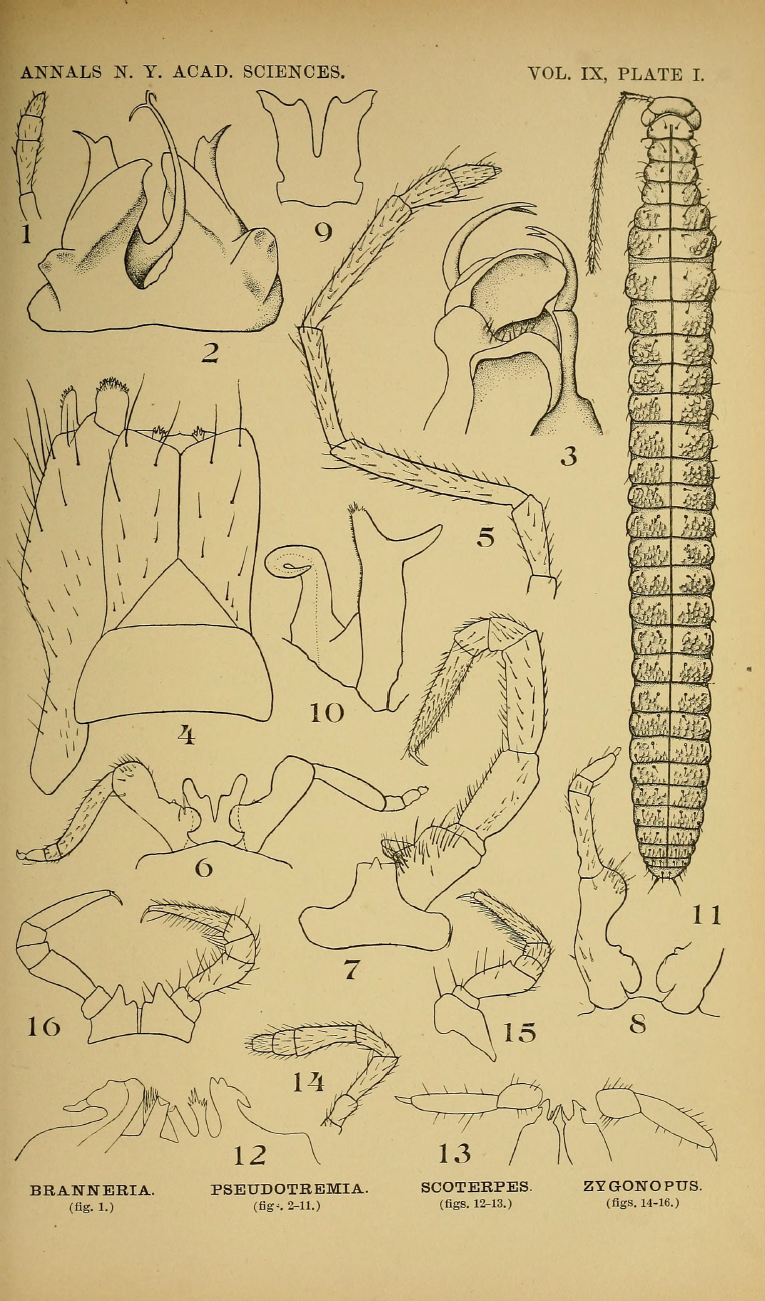
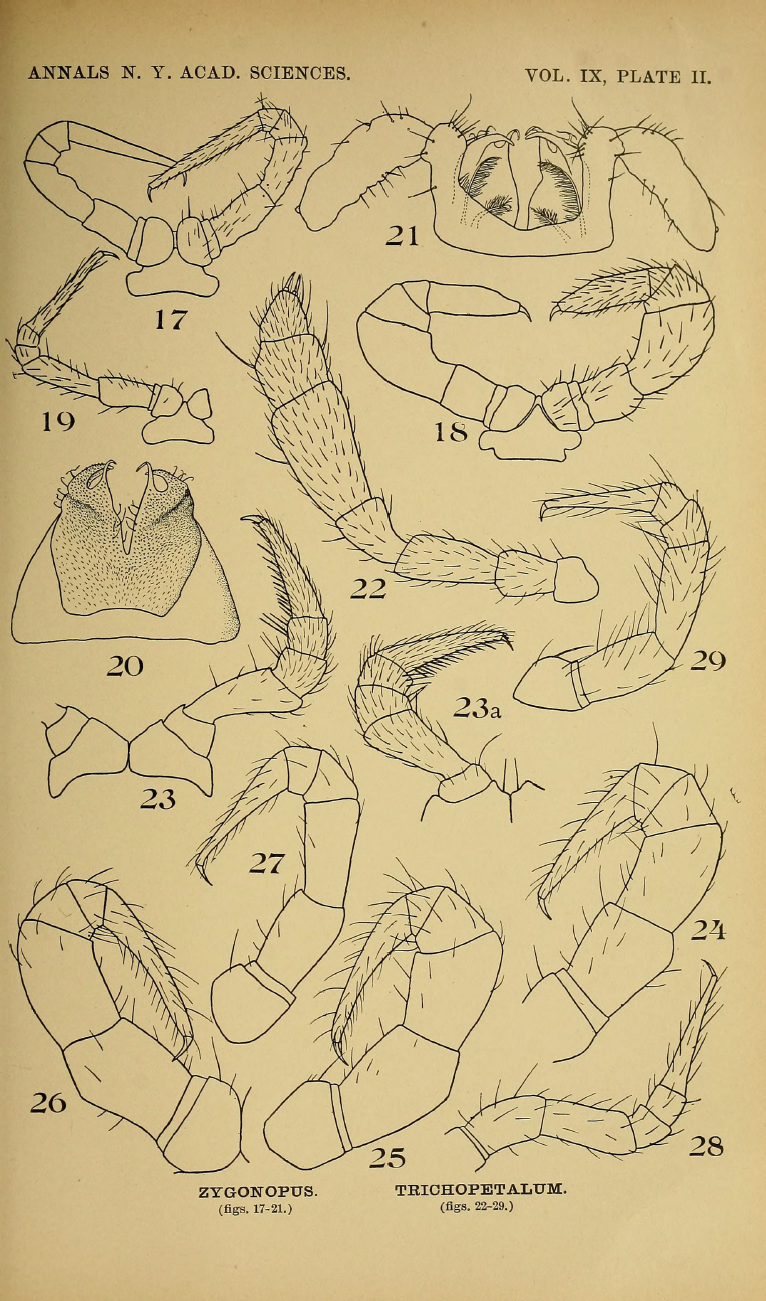
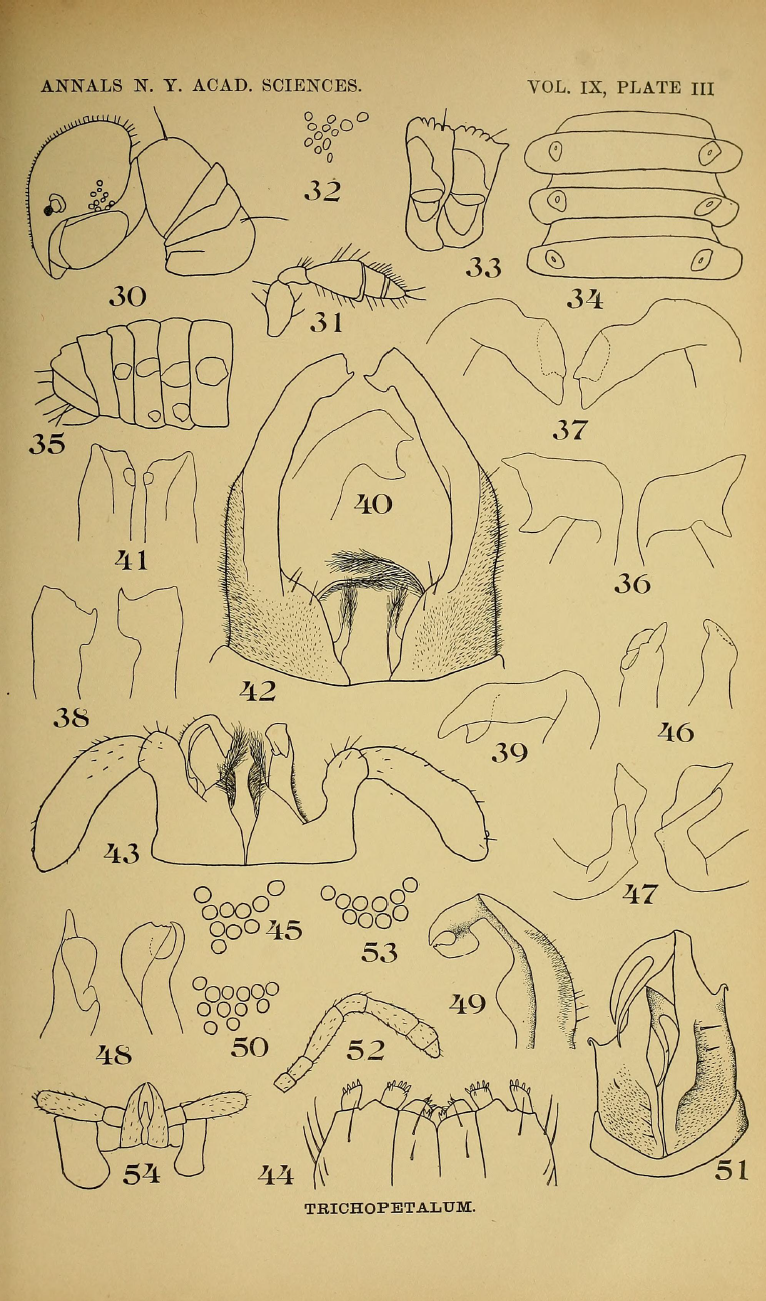
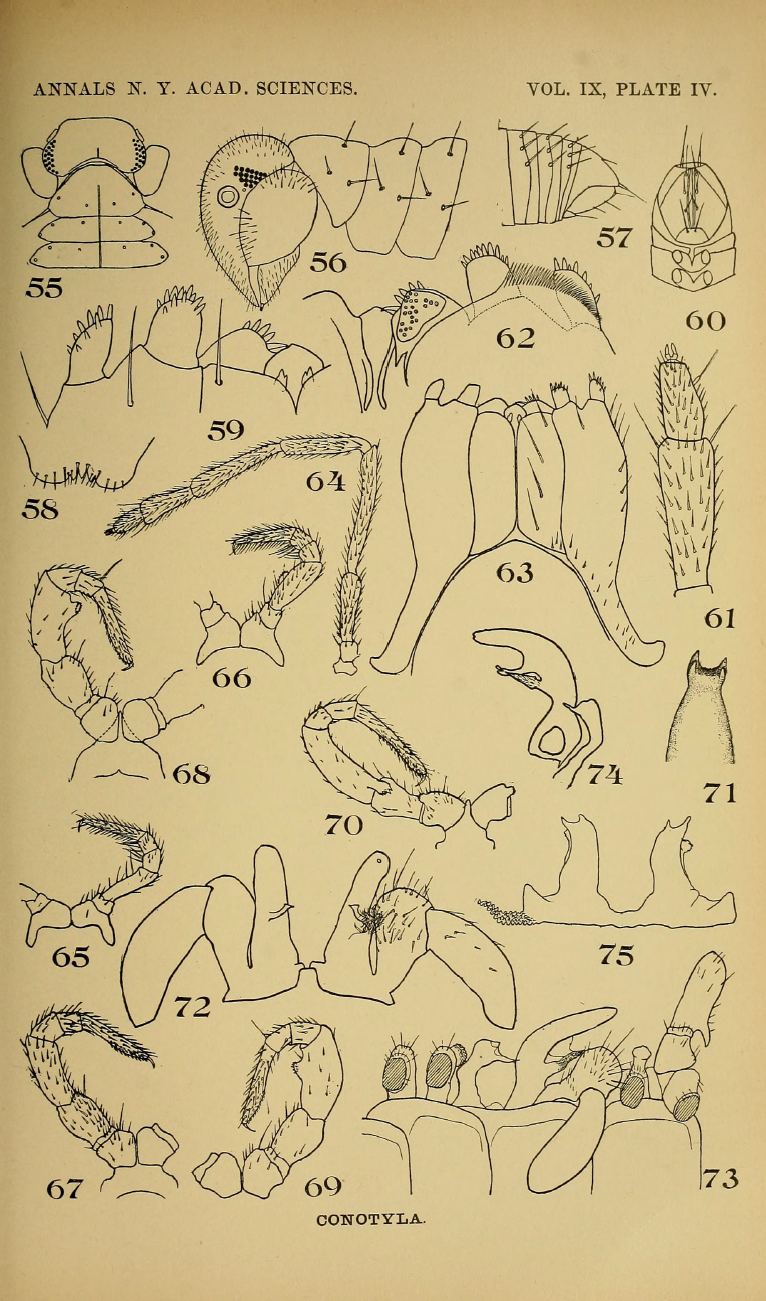
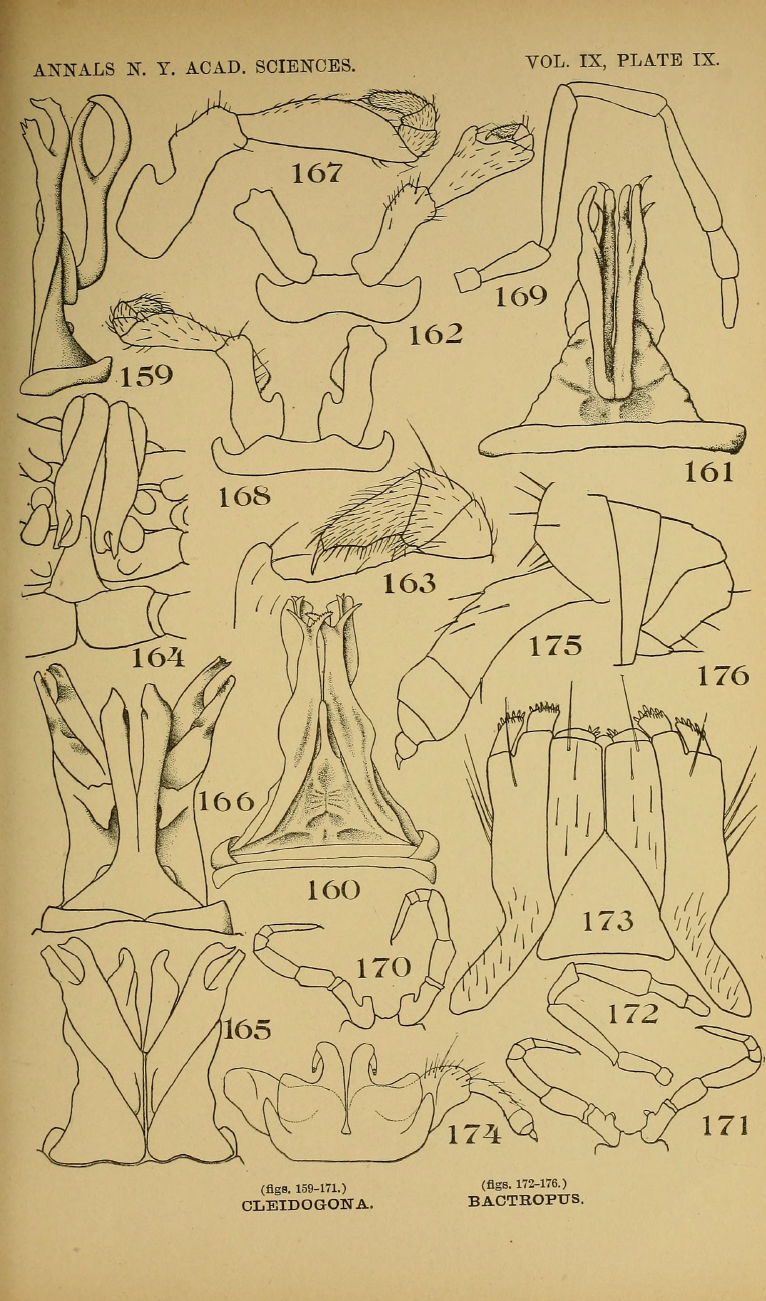
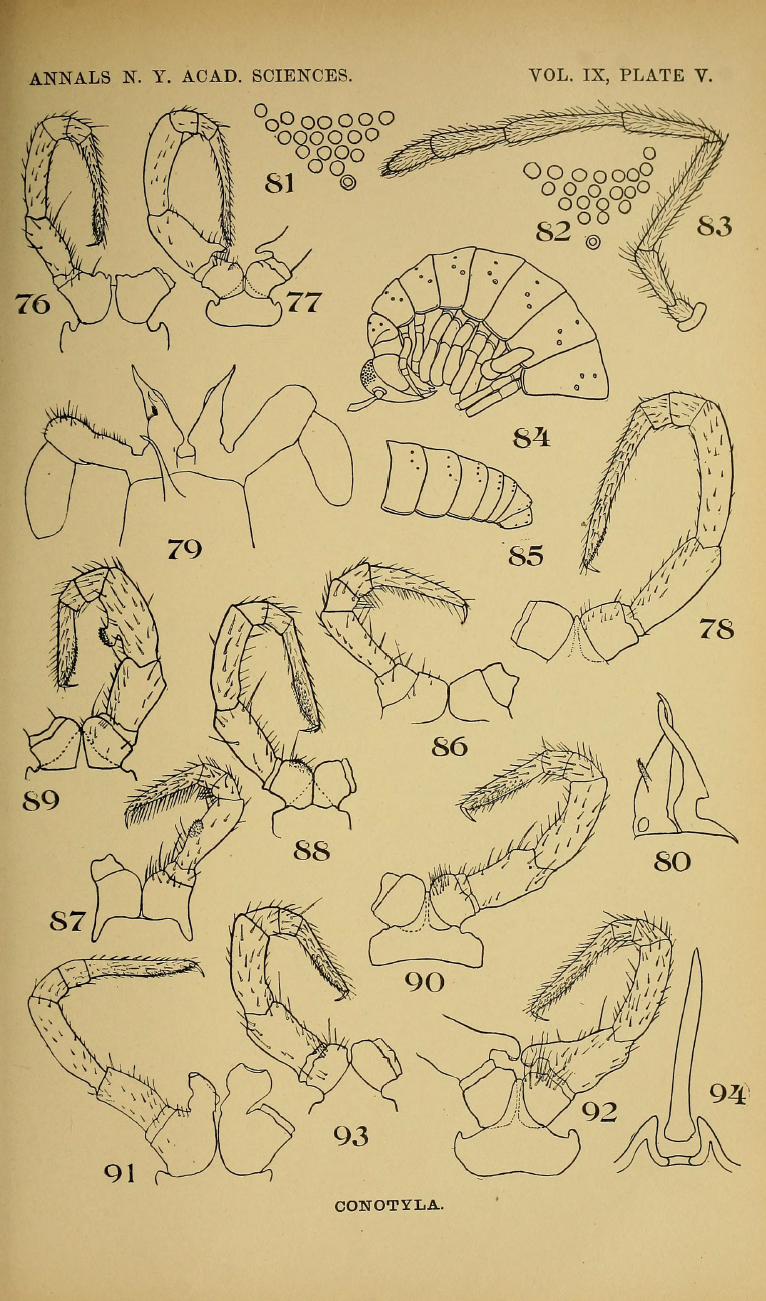

## Dottertaxa till knöldubbelfotingar, i alfabetisk ordning[1][2]
- Anthroherposoma
- Aporogona
- Asandalum
- Aspromontia
- Atractosoma
- Autaretia
- Basigona
- Bergamosoma
- Bomogona
- Brentosoma
- Broelemanneuma
- Brolemanneuma
- Calatractosoma
- Carniosoma
- Ceratosoma
- Chelogona
- Corsicosoma
- Craspedosoma
- Crossosoma
- Cryossoma
- Dactylophorosoma
- Dyocerasoma
- Helvetiosoma
- Iulogona
- Janetschekella
- Julogona
- Kelempekia
- Lessinosoma
- Listrocheiritium
- Litogona
- Manfredia
- Megalosoma
- Nanogona
- Ochogona
- Oroposoma
- Oxydactylon
- Paradactylophorosoma
- Pedemontia
- Plectogona
- Polymicrodon
- Prionosoma
- Pterygophorosoma
- Pyrgocyphosoma
- Rhymogona
- Rothenbuehleria
- Sardosoma
- Semiosoma
- Synischiosoma
- Triakontazona